# Без љутње, молим
Без љутње, молим (енгл. Anger Management) је америчка телевизијска хумористичка серија. Прва епизода је премијерно приказана 28. јуна 2012. године. Серија је базирана на истоименом филму из 2003. године у којима главне улоге тумаче Адам Сандлер и Џек Николсон. Главну улогу тумачи Чарли Шин, коме је ово прва улога после серије Два и по мушкарца. Серија је оборила рекорд као најгледанија премијера неког ситкома у историји кабловске телевизије. Прву епизоду ове серије гледало је 5,74 милиона гледалаца.

## Међународно приказивање
| Country                   | Network            | Timeslot     | Premiere      | Source |
| ------------------------- | ------------------ | ------------ | ------------- | ------ |
| Сједињене Америчке Државе | FX                 | Thursday 9pm | June 28, 2012 | [ 1 ]  |
| Уједињено Краљевство      | Comedy Central     | Н/Д          | 2012          | [ 4 ]  |
| Канада                    | CTV                | Н/Д          | 2012          |        |
| Бразил                    | FX Latin America   | Н/Д          | 2012          |        |
| Латинска Америка          | TBS                | Н/Д          | July 19, 2012 |        |
| Данска                    | 3+                 | Н/Д          | 2012          |        |
| Норвешка                  | Viasat 4           | Н/Д          | 2012          |        |
| Аустрија                  | ATV                | Н/Д          | 2012          |        |
| Аустралија                | Nine Network / GO! | Н/Д          | 2012          |        |
| Немачка                   | VOX                | Н/Д          | 2012          |        |
| Холандија                 | Comedy Central     | Н/Д          | 2012          |        |